# هانس کیلیان
هانس کیلیان (انگلیسی: Hanns Kilian; ۲ مهٔ ۱۹۰۵ – ۱۷ آوریل ۱۹۸۱) از برندگان مدال‌های بازی‌های المپیک زمستانی اهل آلمان بود.